# صحن (محافظة العويقيلة)
صحن قرية ومركز إداري من فئة (أ) تابع لمحافظة العويقيلة بمنطقة الحدود الشمالية في السعودية.